# 1998 في الكاميرون
فيما يلي قوائم الأحداث التي وقعت خلال عام 1998 في الكاميرون.

## رياضة
- 1 يناير – الكاميرون في كأس العالم 1998

## مواليد

### يناير
- 21 يناير – كارستين أيونج رياضي تشيكي.

### مارس
- 16 مارس – مارتين هونجلا لاعب كرة قدم إسباني.

## وفيات

### مايو
- 10 مايو – خوسيه فرنسيسكو بينيا غوميز (مواليد 1937) محامي من جمهورية الدومينيكان.